# Sandford (West Felton)
Sandford – przysiółek w Anglii, w Shropshire, w dystrykcie (unitary authority) Shropshire. Leży 18,4 km od miasta Shrewsbury i 244,2 km od Londynu. W latach 1870–1872 osada liczyła 92 mieszkańców.